# Lagoa da Canoa
Lagoa da Canoa é um município brasileiro localizado na região central do estado de Alagoas.

## História
Em épocas remotas existia apenas a pequena lagoa na área onde foi edificada a cidade. Em 1842, dois casais - cujos nomes não constam nos anais - chegaram à região, construíram casas e implementaram a agricultura e a pecuária. Parte daí a colonização do território. Algum tempo depois, outras famílias também começaram a se instalar na localidade. Os pioneiros desse processo colonizatório foram José Barbosa, Francisco José Santana e a família Maurício. Com a criação do município de Arapiraca, Lagoa da Canoa passou a integrá-lo na condição de povoado, mas com grande importância no contexto econômico, social e político. As fazendas de café trouxeram emprego e renda. Além disso, servia como ponto de apoio na estrada que ligava Arapiraca a Traipu e Girau do Ponciano.
A sua evolução crescente culminou na elevação à categoria de município autônomo, em 28 de agosto de 1962, através da Lei nº 2.472. Desmembrado de Arapiraca, o novo município foi instalado oficialmente em 25 de janeiro de 1963.

## Geografia
Sua população é de 18.378 habitantes e sua área é de 103 km² (206,28 h/km²).
Limita ao norte com o município de Craíbas, ao sul com o município de Campo Grande, a leste com o município de Arapiraca, a oeste com o município de Girau do Ponciano e a sudeste com o município de Feira Grande.

## Religião
A respeito da história religiosa, a paróquia de São Maximiliano Maria Kolbe foi instituída canonicamente por Dom Constantino Lüers, então bispo de Penedo, em 2 de dezembro de 1993. Integra o vicariato de Traipu e tem como administrador paroquial o Padre Nivaldo Barbosa. Eclesiasticamente pertence à jurisdição da Sé penedense, cujo ordinário diocesano é Dom Valdemir Ferreira (SDB).
A comunidade católica de Lagoa da Canoa celebra com muito entusiasmo as festas de Santo Antônio (13 de junho), São João (24 de junho), São Pedro (29 de junho), Nossa Senhora da Conceição (8 de dezembro), além do padroeiro (14 de agosto).

## Filhos ilustres
Lagoa da Canoa é a cidade de nascimento de:
- poeta Agnelo Rodrigues de Melo (pseudônimo Judas Isgorogota),

- artista Virgílio Maurício, Hermeto Pascoal,

- bispo Dom José Maurício da Rocha,

- matemático Miguel Mauricio da Rocha.